# Шолпо, Лолий Евгеньевич
Лолий Евгеньевич Шолпо (5 августа 1928 — 2005) — российский учёный в области палеомагнетизма Земли, доктор физико-математических наук, профессор.

## Биография и личная жизнь
Сын Евгения Александровича Шолпо — доктора искусствоведения. Блокадник.
После окончания Ленинградского университета работал в Институте физики Земли АН СССР и во Всесоюзном научно-исследовательском геологическом институте им. А. П. Карпинского (ВСЕГЕИ) (филиал в Саблино Ленинградской области) и в Ленинградском филиале ИЗМИРАНа.
В 1961 году защитил кандидатскую диссертацию на тему «Некоторые вопросы магнитной стабильности горных пород». В 1970 г. защитил докторскую диссертацию, получил степень доктора физико-математических наук и звание профессора.
В 2002 году отошёл от научной деятельности, занялся сочинением бардовских песен, участвовал в петербургских конкурсах музыкантов-исполнителей.
Умер в 2005 году после продолжительной болезни.
Дочь (1958) — Инна Лолиевна Шолпо — учитель-словесник, кандидат педагогических наук, доцент, 14 лет проработала на кафедре методики преподавания русского языка и литературы РГПУ им. А. И. Герцена.